# 第5回ベルリン国際映画祭
第5回ベルリン国際映画祭は1955年6月24日から7月5日まで開催された。
5回目を迎えたベルリン映画祭であったが、運営委員会は大々的なプロモーション活動を行い、映画祭の存在を印象付けた。また、金熊賞には映画祭が始まって初めてドイツ映画が選ばれた。

## 受賞
- 金熊賞：『Die Ratten』（ロバート・シオドマク）
- 銀熊賞：『汚れなき悪戯』 （ラディスラオ・ヴァホダ）
- 銅熊賞：『カルメン』 （オットー・プレミンジャー）

## 上映作品
- 長編映画のみ記載
- 失われた大陸 – レオナルド・ボンツィ、マリオ・クラヴェリ、エンリコ・グラース （イタリア）
- カルメン – オットー・プレミンジャー （アメリカ）
- 汚れなき悪戯 – ラディスラオ・ヴァホダ （スペイン）
- 滅びゆく大草原 – ジェームズ・アルガー （アメリカ）
- 若い恋人たち – アンソニー・アスクィス （イギリス）
- Die Ratten – ロバート・シオドマク （ドイツ）
- Im Schatten des Karakorum – オイゲン・シューマッハー （Eugen Schuhmacher、西ドイツ）